# Matar a un hombre (película)
Matar a un hombre es una película chilena de 2014 dirigida por Alejandro Fernández y basada en hechos reales. La cinta fue protagonizada por Daniel Candia, Daniel Antivilo, Alejandra Yáñez y Ariel Mateluna, y estrenada el 25 de septiembre de 2014. El largometraje obtuvo el «premio a la mejor película» en la categoría World Cinema del Festival de Cine de Sundance el mismo año de su estreno.
En septiembre de 2014, el filme fue seleccionado para representar a Chile en las competiciones por los premios Óscar y los Goya. La cinta no obtuvo la nominación para el Óscar ni para el Goya.

## Sinopsis
El filme narra la historia de Jorge, un hombre común, padre de familia, quien es asaltado por un conocido delincuente del barrio al regresar del trabajo a su casa. Su hijo decide encarar al ladrón con la intención de recuperar lo robado, pero este reacciona violentamente y le dispara dejándolo gravemente herido. El delincuente es condenado a una poco significativa pena de prisión y al salir comienza a amenazar y acosar a Jorge y su familia sin que la policía tome medidas concretas para protegerles. Es entonces cuando Jorge decide hacer justicia por sí mismo.

## Reparto
- Daniel Candia como Jorge.
- Daniel Antivilo como Kalule.
- Alejandra Yáñez como Marta.
- Ariel Mateluna como Jorgito.
- Jenifer Salas como Nicole.
- Don Willie como Daniel.

## El hecho que ocurrió en la vida real
El largometraje se basa en la historia real de un hombre en Chile que acabó matando a la persona que molestaba a su familia y que luego, en una entrevista, aseguró que no volvería a hacerlo: «Usted no sabe lo que es matar a una persona», declaró. Fue la clave de la película, lo que me inspiró a hacer la película, dijo el director.

En muchas ocasiones, como este caso, el crimen parece que tiene una justificación que es válida, pero el hombre no encontró ese alivio, ese respiro. Me dio la idea de dos películas: una de venganza tradicional y que luego cambia y es otra cosa, es como una reflexión sobre la violencia y sobre los efectos que tiene sobre quien la comete, explicó. 

Quería generar en el público una reflexión sobre la violencia, de qué manera muchos de nosotros, yo diría que la mayoría, tenemos esa especie de  freno, yo creo que no es moral ni ético, sino que es biológico a la hora de hacerle daños a otras personas.
Alejandro Fernández Almendras.